# Skarnbasse
Skarnbassen (Geotrupes stercorarius) , også kaldet overdrevsskarnbassen, er en bille i familien skarnbasser. Den er mellem 16 og 24 mm lang og dens dækvinger er skinnende sorte med et blåt eller grønt skær. Kroppen er også sort og benene er korte og behårede. Den er almindelig i Danmark.

## Levevis
Overdrevsskarnbassen lever mest i gødning fra pattedyr. som den graver gange neden under. Skarnbassen transporterer gødningen ned i sidegange, hvor den har lagt et æg i hver. Når larverne klækker, lever de af gødningen.
Den voksne skarnbasse flyver efter solnedgang i juni og i august-september i søgen efter friske kokasser og hestepærer på markerne. Under flyvningen frembringer den en brummende lyd, hvilket muliggør, at hanner og hunner kan finde hinanden. Skarnbassen kan desuden frembringe en knirkende lyd, når man holder den i hånden. Lyden skyldes, at nogle stive hår på bagkroppen gnides op ad dækvingernes underside.